# Askorbinian sodu
Askorbinian sodu, E301 – organiczny związek chemiczny z grupy askorbinianów, sól kwasu askorbinowego i sodu, jedna z form witaminy C. Otrzymywany jest poprzez fermentację glukozy oraz utlenianie. Stosuje się go jako przeciwutleniacz, dodatek do żywności i odczynnik chemiczny.
Witamina C, podawana dożylnie w formie askorbinianu sodu (podobnie jak witamina D) wykazuje działanie cytotoksyczne wobec nowotworów i jest wskazywana jako potencjalny lek samodzielny lub uzupełniający terapie przeciwnowotworowe. Badacze uznają wyniki za obiecujące i uzasadniające kontynuowanie badań klinicznych.
Szereg badań pokazuje natomiast brak skuteczności witaminy C jako suplementu diety w prewencji nowotworów: raka płuca, raka prostaty, raka jelita grubego i nowotworów piersi (jednak inne badanie wykazało, że spożywanie witaminy C może mieć związek ze zwiększoną przeżywalnością u pacjentek chorych).